# فاكلاف بيندا
فاكلاف بيندا هو تربوي وفيلسوف ورياضياتي وسياسي تشيكي، ولد في 8 أغسطس 1946 في براغ في التشيك، وتوفي بنفس المكان في 2 يونيو 1999. نشط حزبياً في Christian Democratic Party (Czech Republic) ‏. وقد انتخب عضو مجلس الشيوخ في برلمان جمهورية التشيك ‏ عن دائرة Senate district 27 – Prague 1 ‏ (23 نوفمبر 1996 – 2 يونيو 1999) وانتخب spokesperson of Charter 77 ‏ وانتخب عضو الجمعية الاتحادية لتشيكوسلوفاكيا ‏.